# Ibul Dalam
Ibul Dalam is een bestuurslaag in het regentschap Ogan Ilir van de provincie Zuid-Sumatra, Indonesië. Ibul Dalam telt 839 inwoners (volkstelling 2010).